# Umaru Dikko
Umaru Dikko (né en 1936 et mort le 1er juillet 2014) est un homme politique nigérian, très proche conseiller du président Shehu Shagari, dont il fut le fidèle ministre des Transports (en).

## Biographie
Les débuts politiques officiels de Umaru Dikko commencent 1967 avec sa nomination comme commissaire de l'État du Centre-Nord (actuel État de Kaduna). Il a également été chargé de diriger le comité mis en place par le général Hassan Katsina, gouverneur de l'État du Centre-Nord entre 1966 et 1967 (puis chef d'état-major des armées impliqué dans la guerre du Biafra), sous la présidence de Yakubu Gowon afin de faire cesser les conflits entre certaines ethnies du nord (à majorité haoussa et peule) du pays et de les regrouper sous une bannière unitaire, face aux conflits naissants dans le sud du Nigeria, à la suite du coup d'État de 1966, qui a amené le général ibo Johnson Thomas Umananke Aguiyi Ironsi au pouvoir du 16 janvier au 29 juillet 1966.
En 1979, alors que le pays est gouverné par Olusegun Obasanjo depuis 1976, à la suite du coup d’État de Murtala Mohammed en 1975, Umaru Dikko est désigné directeur de campagne du National Party of Nigeria (Parti national nigérian) pour l'élection présidentielle, finalement remportée par le NPN. Ce fut alors l'avènement de la Seconde République nigériane et Umaru Dikko est nommé ministre des Transports et de l'Air, portefeuille qu'il conserve jusqu'au coup d'État du 31 décembre 1983, mené par Muhammadu Buhari.
Umaru Dikko et plusieurs hauts responsables gouvernementaux nigérians partent alors en exil.
Sa disparition à Londres, dans des circonstances troublantes, attire l'attention du Secret Intelligence Service et, le 5 juillet 1984, Dikko est retrouvé à l'aéroport de Stansted, enfermé et fortement  sous sédatif dans un coffre, que ses convoyeurs faisaient passer sous le statut de valise diplomatique. Le destinataire de ladite valise était un ministre de la junte du Conseil militaire suprême, dirigé par Muhammadu Buhari.
Malgré l'évidente implication de plusieurs hauts responsables de la junte de Buhari et d'agents du Mossad, prétendant agir comme « mercenaires indépendants pour le compte d'un riche homme d'affaires nigérian », seuls un diplomate nigérian aux fonctions indéterminées et trois Israéliens, faisant figure de « lampistes », ont été inculpés et détenus pour cette affaire. En tout état de cause, le gouvernement de Margaret Thatcher ne tenait pas à compliquer les relations toujours « délicates » de la Grande-Bretagne avec Israël et le Nigeria. En outre, les médias britanniques semblent s'être moins intéressés à cette question que la presse américaine, peut-être à cause du souvenir de l'assassinat de Patrice Lumumba et de la répétition d'opérations similaires menées dans cette période par le Mossad hors du territoire israélien.